# Siphonoperla torrentium
Siphonoperla torrentium är en bäcksländeart som först beskrevs av Pictet, F.J. 1841.  Siphonoperla torrentium ingår i släktet Siphonoperla och familjen blekbäcksländor.

## Underarter
Arten delas in i följande underarter:
- S. t. italica
- S. t. transsylvanica
- S. t. torrentium